# Sudáfrica en los Juegos Olímpicos de Helsinki 1952
Sudáfrica estuvo representada en los Juegos Olímpicos de Helsinki 1952 por un total de 64 deportistas que compitieron en 13 deportes.  
El portador de la bandera en la ceremonia de apertura fue el atleta Schalk Booysen.

## Medallistas
El equipo olímpico sudafricano obtuvo las siguientes medallas:
| Nombre                                                    | Deporte           | Competición            |
| --------------------------------------------------------- | ----------------- | ---------------------- |
| Oro                                                       |                   |                        |
| Esther Brand                                              | Atletismo         | Salto de altura F      |
| Joan Harrison                                             | Natación          | 100 m espalda M        |
| Plata                                                     |                   |                        |
| Daphne Hasenjager                                         | Atletismo         | 100 m F                |
| Theunis van Schalkwyk                                     | Boxeo             | Superwélter (71 kg) M  |
| George Estman Robert Fowler Thomas Shardelow Alfred Swift | Ciclismo en pista | Persecución por eqs. M |
| Raymond Robinson Thomas Shardelow                         | Ciclismo en pista | Tándem M               |
| Bronce                                                    |                   |                        |
| Willie Toweel                                             | Boxeo             | Mosca (51 kg) M        |
| Leonard Leisching                                         | Boxeo             | Pluma (57 kg) M        |
| Andries Nieman                                            | Boxeo             | Pesado (+81 kg) M      |
| Raymond Robinson                                          | Ciclismo en pista | 1000 m contrarreloj M  |